# Itaguaí Rugby
Itaguaí Rugby Clube ou IRC é um clube de rugby da cidade de Itaguaí, Rio de Janeiro, Brasil. Fundado no dia 14 de junho de 2008, é filiado à Federação Fluminense de Rugby (FFR) e à Confederação Brasileira de Rugby (CBRu), formada atualmente pelas equipes masculinas e femininas, adultas e juvenis de Rugby Union (XV), Seven's (olímpica) e Beach Rugby (modalidade de praia).
O rugby é o segundo esporte coletivo mais praticado no mundo, com quase 7 milhões de jogadores registrados e presente em mais de 170 países. No Brasil, são mais de 3,2 milhões fãs de acordo com o Ibope Repucom, mais de 300 agremiações esportivas e 60 mil atletas e praticantes, números que, somados à volta da modalidade ao programa olímpico nos Jogos do Rio 2016, fizeram a World Rugby (a federação internacional de Rugby) eleger o Brasil como prioridade estratégica de investimento.”

## História
Tudo começou quando um grupo de amigos decidiu “brincar” de jogar Rugby no outono de 2008. A “brincadeira” pegou, ficou séria e logo o grupo de amigos viraram um time, formando o Itaguaí Rugby Clube, o primeiro time do esporte na região da costa verde do Rio de Janeiro e que hoje se tornou uma referência no ensino-aprendizagem do Rugby no Estado do Rio de janeiro, contando com títulos regionais, estaduais e participações nacionais com suas equipes masculinas, femininas e juvenis. 
O Itaguaí Rugby teve sua primeira estreia como um time no amistoso contra a também recém criada equipe do Maxambomba Rugby da cidade de Nova Iguaçu, alcançando neste amistoso sua primeira vitoria. Motivados então pelo êxito decidiram ainda em 2008 participar do Torneio UFF Seven's na cidade de Niterói, onde teve contato com as equipes mais tradicionais do esporte da época.
No ano de 2009, mesmo treinando com materiais e espaço improvisados e sofrendo com a falta de patrocínios e apoios, o time masculino, em seu primeiro Campeonato, teve conquistas importantes como o Campeonato Fluminense de Rugby Série B de maneira invicta, tendo em consequência alguns de seus jogadores convocados para Seleção Estadual de Rugby e Seleção Brasileira Juvenil de Rugby, conquistas estas que foram marcantes para o clube ascender no esporte. Nos anos seguintes o Itaguaí conseguiu disputar a série A estadual, e se classificar para o campeonato brasileiro de sevens (modalidade olímpica) em 2013, sendo desde então um dos maiores expoentes no estado. 
Também em 2013, o Itaguaí fundou sua equipe feminina que foi quinto lugar no estadual e terceira no circuito fluminense desde 2015, no ano de 2018 se sagrou campeãs da Copa Rio da modalidade Olímpica do esporte.

## Conquistas
Mesmo sendo novo no cenário esportivo o Itaguaí Rugby conquistou feitos importantes no cenário esportivo brasileiro:
Adulto:
•     
Campeonato Fluminense de 
Rugby Série B - campeão 2009
•     
Torneio Início da Costa 
Verde - bicampeão  - 2009 e 2010
•     
Torneio Rio Beach Rugby 3º 
lugar – 2013 e 2014
•     
Campeonato Fluminense de 
Rugby sevens 2013, 2016 e 2018 – 3º Lugar
•     
Copa Rio de Rugby XV – campeão 2019
Feminino: 
•     
Copa Rio de 
Rugby sevens 2018 – campeãs
•     
Campeonato Fluminense de 
Rugby sevens 2015, 2016 e 2019 – 3º Lugar
Juvenil:
•     
Torneio Rio Beach Rugby 2º
lugar (juvenil) – 2015
•     
Campeonato Fluminense
Juvenil de Rugby Sevens 2014 – 2º Lugar
•     
Convocações: Seleção Brasileira Juvenil: 1 atleta. Seleção Fluminense Juvenil: mais de 50 atletas.
Após inúmeras conquistas e desempenho admirável para uma equipe com 10 anos, alguns de nossos jogadores foram convocados para Seleção Brasileira Juvenil de Rugby e Seleção Fluminense de Rugby, atuando pelo Brasil em jogos nacionais e internacionais. 
Houve também várias pessoas ligadas ao clube desempenhando papéis de árbitros atuando ativamente em diversos campeonatos pelo Rio de Janeiro e vários outros jogos pelo país. Atualmente o clube conta com pouco mais de 60 atletas federados, somando masculino adulto e juvenil e feminino adulto e juvenil.

## Títulos
- Títulos conquistados ao longo da História do Clube:

| ANO  | ABRANGÊNCIA | COMPETIÇÃO                                    | CATEGORIA         | TITULO   |
| 2009 |             | Campeonato Fluminense De Rugby Série B        | Masculino Adulto  | CAMPEÃO  |
| 2009 |             | Torneio Início da Costa Verde                 | Masculino Adulto  | CAMPEÃO  |
| 2010 |             | Torneio Início da Costa Verde                 | Masculino Adulto  | CAMPEÃO  |
| 2013 |             | Torneio Rio Beach Rugby                       | Masculino Adulto  | 3º Lugar |
| 2014 |             | Torneio Rio Beach Rugby                       | Masculino Adulto  | 3º Lugar |
| 2014 |             | Campeonato Fluminense Juvenil de Rugby Sevens | Masculino Juvenil | 2º Lugar |
| 2015 |             | Torneio Rio Beach Rugby                       | Masculino Adulto  | 4º Lugar |
| 2015 |             | Campeonato Fluminense de Rugby Série A        | Masculino Adulto  | 4º Lugar |
| 2015 |             | Campeonato Fluminense de Rugby Seven's        | Feminino adulto   | 3º Lugar |
| 2015 |             | Torneio Rio Beach Rugby                       | Masculino Juvenil | 2º Lugar |
| 2016 |             | Campeonato Fluminense de Rugby Seven's        | Feminino adulto   | 3º Lugar |
| 2018 |             | Copa Rio de Rugby Seven's                     | Feminino adulto   | CAMPEÃO  |
| 2018 |             | Torneio Beach Rugby 10 anos irc               | Masculino         | 2º Lugar |
| 2019 |             | Copa Rio de Rugby Seven's                     | Feminino adulto   | 2º Lugar |
| 2019 |             | Taça Rio de Rugby                             | Masculino         | CAMPEÃO  |